# نعيم بن عبد الله
نعيم بن عبد الله النحام صحابي , اسمه نعيم بن عبد الله بن أسيد القرشي العدوى المعروف بالناحم , سمي النحام لأن رسول الله  قال (دخلت الجنة فسمعت نحمة من نعيم) فسمي النحام , أسلم نعيم قبل هجرة الحبشة وكان يكتم إسلامه وأقام بمكة وقدم مهاجرا سنة ست ومعه أربعون من أهله فاعتنقه النبي  وقبله , وكان نعيم النحام قديم الإسلام يقال إنه أسلم بعد عشرة أنفس قبل إسلام عمر بن الخطاب وكان يكتم إسلامه .

## مع الرسول
قال النبي  له حين قدم عليه (قومك يا نعيم كانوا خيرا لك من قومي لي) قال بل قومك خير يا رسول الله فققال الرسول (قومي أخرجوني وأقرك قومك) , وكانت زينب بنت قسامة متزوجه من أسامة بن زيد فطلقها أسامة وهو ابن أربع عشرة سنة فجعل الرسول يقول (من أدله على الوضيئة الغنين القليلة الأكل وأنا صهره) وجعل رسول الله  ينظر إلى نعيم فقال نعيم كأنك تريدني قال: (أجل) فتزوجها نعيم فولدت له إبراهيم بن نعيم .

## مع الصحابة
عندما كان عمر بن الخطاب  يريد أن يتوجه لقتل النبي وهو لا يزال مشرك , أبلغه نعيم بن عبد الله أن أخته فاطمة بنت الخطاب وكانت عند سعيد بن زيد كانت قد أسلمت وأسلم زوجها سعيد بن زيد معها وهم يستخفون بإسلامهم من عمر وكان نعيم بن عبد الله النحام قد أسلم, وكان ويستخفي بإسلامه , وكان خباب بن الأرت يختلف إلى فاطمة بنت الخطاب يقرئها القرآن .
فخرج عمر يوما متوشحًا سيفه يريد رسول الله ورهطا من أصحابه فذكر له أنهم قد اجتمعوا في بيت عند الصفا، وهم قريب من أربعين من رجال ونساء ومع رسول الله  عمه حمزة بن عبد المطلب وعلي بن أبي طالب وأبو بكر الصديق في رجال من المسلمين ممن كان أقام مع رسول الله  بمكة ولم يخرج فيمن خرج إلى أرض الحبشة فلقيه نعيم بن عبد الله فقال له أين تريد قال أريد محمد هذا الصابئ الذي قد فرق أمر قريش وسفه أحلامها وعاب دينها وسب آلهتها فأقتله فقال له نعيم والله لقد غرتك نفسك من نفسك يا عمر أترى بني عبد مناف تاركيك تمشي على الأرض وقد قتلت محمد أفلا ترجع إلى أهل بيتك فتقيم أمرهم قال وأي أهل بيتي قال ابن عمك سعيد بن زيد وأختك فاطمة بنت الخطاب فقد أسلما وتابعا محمد على دينه فعليك بهما فرجع عمر عامدا إلى أخته , وكان هذا التوجه سببا في إسلام عمر .

## وفاته
اختلفت الآراء في تحديد مكان وزمان وفاة نعيم بن عبد الله النحام , فقال ابن حجر إن نعيما استشهد بأجنادين في خلافة عمر بن الخطاب , وقال بعض أهل النسب إنه قتل في غزوة مؤتة في حياة النبي وكذا قال ابن الكلبي , وقال ابن سعد إن نعيما قد هاجر أيام الحديبية فشهد مع النبي  ما بعد ذلك من المشاهد وقتل في معركة اليرموك في رجب سنة 15 هـ.